# Багаряк (озеро)
Багаряк — озеро в Сысертском городском округе Свердловской области.

## География
Озеро Багаряк находится в южной части Сысертского городского округа, на южном и восточном берегах озера расположена деревня Космакова. Из озера вытекает река Багаряк. Берега озера на севере и западе частично заболочены, южный берег более высокий. Урез воды 254,8 метра над уровнем моря.

## Описание
Площадь зеркала озера — 3,04 км² площадь водосбора — 27,6 км², питание озера идёт за счёт вод поверхностного стока, а также атмосферных осадков. Вода в озере чистая, пресная, прозрачная. Водится рыба: щука, карась, окунь, чебак. Средняя глубина 3 м, максимальная глубина 10 м.

## Охранный статус
Западный и северный берег озера Багаряк входит в природный парк Бажовские места.
Болото Багаряк на северном берегу озера является гидрологическим и зоологическим памятником природы. Это низинное осоково-тростниковое болото, место обитания журавлей. Площадь памятника 1,39 км². Для сохранения озера как гидрологического объекта установлена водоохранная зона шириной 500 м от уреза воды в летнюю межень.

## Данные водного реестра
По данным государственного водного реестра России относится к Иртышскому бассейновому округу, водохозяйственный участок реки — Исеть от города Екатеринбург до впадения реки Теча, речной подбассейн реки — Тобол. Речной бассейн реки — Иртыш.
Код объекта в государственном водном реестре — 14010500611111200007238.